# Kęstutis Navickas
Kęstutis Navickas (født 13. januar 1984 i Litauen) er en litauisk badmintonspiller. Han har ingen større internationale mesterskabs titler, men kvalificerede sig til VM i 2006, hvor han tabte i anden runde mod Taufik Hidayat fra Indonesien. Han er også fire gange litauisk mester. Navickas var udtaget til at repræsentere Litauen ved sommer-OL 2008, hvor han røg ud i tredje runde mod Lee Chong Wei fra Malaysia.